# Éliézer (Bible)
Pour les articles homonymes, voir Éliézer.
 (décembre 2019).

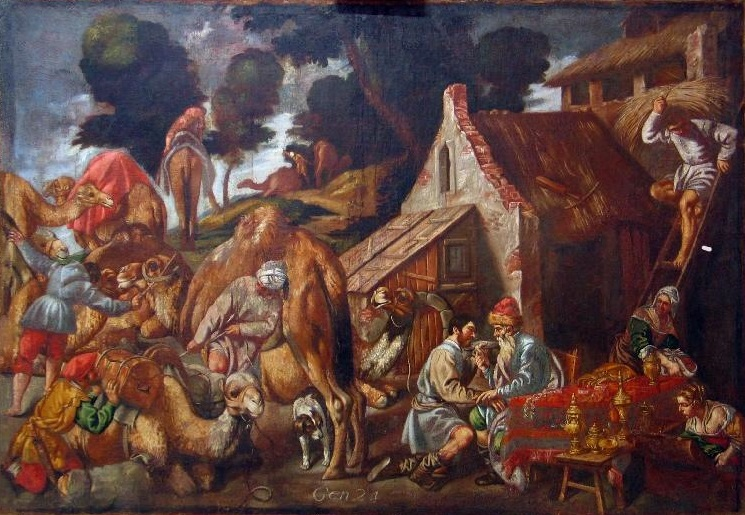
Cette image fait allusion à l'ancien testament sur l'histoire de Moïse

Éliézer est, selon l'Ancien Testament, le fils cadet de Moïse et de Séphora. Éliézier et son frère aîné Gershom sont nés au pays de Madian.

## Famille d'Éliézier
Éliézier est le fils cadet de Moïse et de Séphora et son frère aîné s'appelle Gershom,. Il a un fils unique qui s'appelle Rehabia.

## Éliézier et la circoncision
Moïse retourne en Égypte avec sa femme Séphora et ses deux fils Gershom et Éliézer. Ils arrivent à un gîte et Dieu essaye de tuer Moïse jusqu'à ce que Séphora pratique la circoncision sur l'un de ses fils réalisant ainsi  une circoncision par procuration sur Moïse. Rachi explique que Dieu veut tuer Moïse car celui-ci n'a pas encore fait circoncire son fils cadet Éliézer.

## Stèle funéraire d'Éliézier
La stèle funéraire d'Éliézer se trouve au Neues Museum un des musées d'État de Berlin situé sur l'île aux Musées à Berlin.